# サイマー (小惑星)
サイマー (1533 Saimaa) は、小惑星帯にあるS型小惑星である。
1939年1月19日にフィンランドの天文学者ユルィヨ・バイサラがトゥルクで発見した。
フィンランド南東部にある、フィンランドで最大の湖サイマー湖にちなみ命名された。